# Щепка (фильм)
«Щепка» (англ. Sliver — см. sliver building) — американский эротический триллер 1993 года, снятый режиссёром Филлипом Нойсом по роману Айры Левина. Сценарий к фильму написал Джо Эстерхаз, за год до этого имевший феноменальный успех с картиной «Основной инстинкт», главную роль в котором также сыграла Шэрон Стоун.

## Сюжет
Наоми Сингер возвращается в свою квартиру в Сливер-Хайтс и проходит на балкон. В это время некий мужчина в куртке с капюшоном открывает её квартиру, тихо проходит на балкон, обнимает Наоми, она смотрит на него и улыбается. Незнакомец начинает трясти её и сбрасывает с балкона.
Молодая женщина Карли Норрис, работающая редактором в издательстве, спешит на встречу с риэлтором, который предлагает ей приобрести освободившуюся квартиру в престижных нью-йоркских апартаментах Сливер-Хайтс.
После осмотра квартиры она возвращается в редакцию. К ней подбегает её помощница и подружка редактор Джуди и пытается убедить Карли сходить куда-нибудь развлечься. Но Карли недавно развелась со своим мужем после неудачного семилетнего брака. Ей в кабинет звонит риэлтор и сообщает, что хозяин здания одобрил её заявку и через неделю она может переезжать в новую квартиру. Карли несколько удивлена тем, что одобрение прошло слишком быстро.
Карли переносит свои вещи в новую квартиру. Перед ней открывает дверь и помогает донести вещи до квартиры Зик Хокинс, который тоже живёт в этом доме. Вечером, в этот же день она встречается в ресторане с главным редактором, который пытается свести Карли с писателем Джеком Лэнсфордом. Джек подходит к их столику и откровенно заигрывает c Карли, выясняется, что он тоже живёт в Сливер-Хайтс.
В магазине через улицу Карли знакомится с милым старичком Гасом Хэйлом, который живёт по соседству. Они разговариваются и он сообщает, что она очень похожа на Наоми — женщину, жившую раньше в её квартире, выбросившуюся с балкона.
Так она узнаёт, что некоторые женщины, жившие в этом доме, были убиты, и полиция подозревает, что в доме живёт серийный убийца. У Карли с Зиком начинается бурный роман, но женщина не знает, что Зик тайно наблюдает через скрытые камеры за каждым из жителей дома, включая саму Карли. Она начинает подозревать, что кто-то из двоих её соседей, Зик или Джек, является тем самым серийным убийцей, а Карли может стать его следующей жертвой.

## Отзывы
Кинокритик Сергей Кудрявцев в своей книге «3500 кинорецензий» так отзывается о фильме:

После выхода эротического триллера «Основной инстинкт» не очень известная актриса Шэрон Стоун стала знаменитой и была признана секс-символом начала 1990-х годов. Неудивительно, что её следующей роли ждали с небывалым нетерпением — и нет ничего странного в полном разочаровании американских критиков и зрителей из-за фильма «Щепка», который получил 7 номинаций на позорную премию «Золотая малина», хотя в итоге так и не был отмечен. Зато отнюдь не Стоун наградили на церемонии вручения кинопризов MTV, а её партнёра Уильяма Болдуина, которому достался титул «самого желанного мужчины». И в других странах, где картина демонстрировалась в невырезанном виде, она прошла с большим успехом, в итоге собрав в мировом прокате свыше ста миллионов долларов.

## В ролях
- Шэрон Стоун — Карли Норрис
- Уильям Болдуин — Зик Хокинс
- Том Беренджер — Джек Лэндсфорд
- Полли Уокер — Вида Уоррен
- Коллин Кэмп — Джуди Маркс
- Аманда Форман — Саманта Мур
- Мартин Ландау — Алекс Парсонс
- Нина Фох — Миссис МакЭвой
- Си Си Эйч Паундер — Виктория Хендрикс
- Джимм Бивер — детектив Айра